# 82 км (зупинний пункт, Донецька залізниця)
82 кіломе́тр — пасажирський залізничний зупинний пункт Луганської дирекції Донецької залізниці.
Розташований на південному заході міста Зимогір'я, Слов'яносербський район, Луганської області на лінії Родакове — Сіверськ між станціями Родакове (7 км) та Зимогір'я (6 км).
Через військову агресію Росії на сході Україні транспортне сполучення припинене, водночас Яндекс.Розклади вказує на наявність руху електричок .